# Notropis amecae
La carpita del Ameca (Notropis amecae) es un pez que pertenece a una especie de peces de la familia Cyprinidae. Es de cuerpo comprimido y su hocico tiene una banda obscura. A su captura, los individuos de esta especie son plateados, obscuros dorsalmente y con una banda lateral obscura. Su distribución es exclusiva de la porción alta o cabecera del río Ameca, en Jalisco, México, por lo que se considera una especie endémica. La plataforma Naturalista registra algunas observaciones para la especie en la zona del río en Jalisco. El río Teuchitlán, tributario del río Ameca, es la localidad típica y promedia 6 m de ancho y sobre los 1.20 m de profundidad. El río fluye sobre un lecho compuesto principalmente de cieno con algo de arena, grava, roca y canto rodado. La vegetación incluye lirio acuático y algas verdes sobre rocas. La carpita habita aguas quietas con profundidades  promedio de1 m. Este río se encuentra contaminado y es intensamente utilizado tanto para irrigar como para abastecimiento de agua de uso doméstico. Su clima es semiseco con otoño e invierno secos y semicálidos; sin estación invernal definida. Temperatura media anual de 21.3 °C; precipitación media de 864 mm, lluvias de junio a septiembre.  La NOM-059-SEMARNAT-2010 considera a la especie como probablemente extinta en el medio  silvestre; la IUCN 2019-1 como extinta. Los principales factores que han conducido a la casi extinción de la especie están relacionados con la contaminación urbana y agrícola, con la modificación de su hábitat y con la introducción de especies exóticas.

## Morfología
Los machos pueden llegar alcanzar los 4,1 cm de longitud total.

## Hábitat
Es un pez de agua dulce.

## Distribución geográfica
Se encuentran en México.

## Conservación
Para la IUCN desde año 2019; es considerada una especie «extinta en estado silvestre».